# Langley-Willowbrook (circonscription britanno-colombienne)
Pour les articles homonymes, voir Langley et Willowbrook.
Circonscription électorale provinciale du Canada
Langley-Willowbrook est une circonscription provinciale de la Colombie-Britannique représentée à l'Assemblée législative de la Colombie-Britannique depuis 2024.

## Géographie
En 2024, la circonscription représente une partie de la ville de   Langley et une partie du district de Langley, comprenant le quartier de Willowbrook.

## Liste des députés
| Législature                                          | Années                                               | Député                                               | Député                                               | Parti                                                |
| Langley-Willowbrook Circonscription issue de Langley | Langley-Willowbrook Circonscription issue de Langley | Langley-Willowbrook Circonscription issue de Langley | Langley-Willowbrook Circonscription issue de Langley | Langley-Willowbrook Circonscription issue de Langley |
| ---------------------------------------------------- | ---------------------------------------------------- | ---------------------------------------------------- | ---------------------------------------------------- | ---------------------------------------------------- |
| 43e                                                  | 2024–en cours                                        |                                                      | Jody Toor (en)                                       | Conservatrice                                        |